# Denisse van Lamoen
Denisse van Lamoen, född 12 september 1979, är en chilensk bågskytt. Hon deltog vid olympiska sommarspelen 2000 och olympiska sommarspelen 2012.